# Menesia burmanensis
Menesia burmanensis là một loài bọ cánh cứng trong họ Cerambycidae.